# Coccoloba llewelynii
Coccoloba llewelynii är en slideväxtart som beskrevs av Howard. Coccoloba llewelynii ingår i släktet Coccoloba och familjen slideväxter. Inga underarter finns listade i Catalogue of Life.